# Karamachi
Karamachi (ros. Карамахи) – wieś w Rosji, w Dagestanie, w rejonie bujnakskim. W 2021 liczyła 3916 mieszkańców, głównie Dargijczyków.